# Fraise et Chocolat
Pour plus de détails, voir Fiche technique et Distribution.
Fraise et Chocolat (Fresa y chocolate) est un film hispano-mexicano-cubain réalisé par Tomás Gutiérrez Alea et Juan Carlos Tabío, sorti en 1993.

## Synopsis
En 1979, Diego, homosexuel cultivé et marginal, vit à La Havane et aime beaucoup son pays ainsi que ses traditions. Il rencontre David, un jeune étudiant universitaire, hétéro, militant de la Jeunesse communiste qui va se mettre à l'espionner, le considérant comme un dissident du régime cubain. Avant que ne s'établisse entre eux une authentique relation amicale, ils devront apprendre à dépasser leurs préjugés respectifs...

## Fiche technique
- Titre original : Fresa y chocolate
- Titre français : Fraise et Chocolat
- Réalisation : Tomás Gutiérrez Alea et Juan Carlos Tabío
- Scénario : Tomás Gutiérrez Alea et Senel Paz d’après sa nouvelle El Bosque, el lobo y el hombre nuevo
- Décors : Fernando Pérez O’Reilly
- Costumes : Miriam Dueñas
- Photographie : Mario García Joya
- Son : Germinal Hernández
- Montage : Miriam Talavera, Osvaldo Donatién, Rolando Martinez
- Musique : José María Vitier
- Production exécutive : Georgina Balzaretti, Frank Cabrera, Camilo Vives
- Production associée : Nacho Cobo, Juan Muñoz
- Sociétés de production : ICAIC (Cuba), SGAE (Espagne), Telemadrid (Espagne), IMCINE (Mexique), Tabasco Film (Mexique)
- Sociétés de distribution : Miramax Films (États-Unis), AFMD (France), Océan Films Distribution (France)
- Pays d’origine :  Cuba,  Espagne,  Mexique
- Langue originale : espagnol
- Format : couleur — 35 mm — 1.85:1 — son stéréophonique/Ultra Stereo (Westrex Recording System)
- Genre : comédie dramatique
- Durée : 110 minutes
- Dates de sortie :
  - Cuba : 1er décembre 1993
  - France : 21 septembre 1994
- Classifications CNC : tous publics, Art et Essai (visa d'exploitation no 86501 délivré le 12 septembre 1994)

## Distribution
- Jorge Perugorría : Diego
- Vladimir Cruz : David
- Mirta Ibarra : Nancy
- Francisco Gattorno : Miguel
- Joel Angelino : German
- Marilyn Solaya : Vivian
- Andrés Cortina : le prêtre
- Antonio Carmona : le petit ami
- Ricardo Ávila : le chauffeur de taxi
- María Elena del Toro : une passagère
- Zolanda Oña : une passagère
- Diana Iris del Puerto : la voisine
- Johnny Depp : le policier

## Tournage
- Extérieurs : La Havane (Cuba).

## Analyse
Vitrine du cinéma cubain, le film Fraise et chocolat (Fresa y chocolate, 1993), de Tomás Gutiérrez Alea et Juan Carlos Tabío (qui assista le maître, déjà fort malade), a connu un immense succès et a été récompensé par de nombreux prix, à Cuba et dans le monde entier. L’intrigue pourrait se résumer ainsi : après avoir été trahi par Viviane, la femme qu’il aime, David Álvarez (Vladimir Cruz), fils de paysans pauvres, étudiant boursier et membre des Jeunesses communistes, rencontre Diego (Jorge Perugorría), « […] homosexuel, intellectuel raffiné, survivant du naufrage de la bourgeoisie cubaine, mais trop attaché à la culture de son île pour la quitter en dépit d’évidentes incompatibilités avec l’orthodoxie morale et le dogmatisme castristes »1. Malgré tout ce qui les oppose, les deux hommes deviendront amis : Diego initie David à une culture, surtout littéraire, qui lui était interdite par la censure et lui fait découvrir son idole, l'écrivain précieux, épicurien (et homosexuel) José Lezama Lima, auteur de Paradiso (1971). Diego encourage aussi David à écrire : d'abord sévère (« ce n'est qu'une suite de slogans... »), il lui affirme qu'il a du talent, mais qu'il doit prendre ses distances avec l’orthodoxie socialiste. Avec la complicité de son amie Nancy, après un grand repas « à la Lezama » (vêtus de leurs plus beaux vêtements, ils dégustent du poulet rôti et des vins fins dans de la vaisselle ancienne...), il lui fait aussi découvrir la sensualité et une philosophie vitaliste « appliquée ». Le manque de tolérance de la société et la rigidité de la machine bureaucratico-révolutionnaire amèneront Diego à prendre, finalement, le chemin de l’exil avec les « marielitos ». David, devenu homme et ayant surmonté ses préjugés, ose enfin le serrer dans ses bras.
Il va sans dire que, par sa thématique même, Fraise et chocolat est un film extrêmement polémique. Les partisans de la révolution cubaine y voient une preuve de la tolérance du régime. Comme le réalisateur le reconnaissait lui-même à demi-mot, Fraise et chocolat est une réponse (bienveillante selon Alea) à Mauvaise conduite (Conducta impropia, 1983), un film documentaire de Néstor Almendros, réunissant les témoignages de plusieurs intellectuels cubains et dénonçant avec virulence l’extrême cruauté de la répression menée par le gouvernement cubain, contre les homosexuels, dans les années 1960 et 1970. Fraise et chocolat tombait à point nommé en cette année 1993 où, sous le poids d’une évolution globale des mentalités — dans les sociétés occidentales démocratiques —, l’Organisation mondiale de la santé se décidait enfin à ôter l’homosexualité de la liste des maladies mentales. Même si cet acte fortement symbolique n’abolit pas l’homophobie, il la rend pour le moins politiquement incorrecte et il devient donc urgent, pour tout régime en quête de légitimité, de produire un discours de tolérance sur les homosexuels. Ces messages deviennent même stratégiquement indispensables après la chute de l'Union soviétique (jusqu'alors principal soutien du gouvernement cubain), durant la catastrophique « période spéciale » des années 1990, face à l’absolue nécessité économique d’ouvrir Cuba au tourisme pour faire entrer des devises. Cette œuvre, qui prend parfois les allures d’une comédie légère, est donc au cœur de graves enjeux idéologiques.

## Autour du film
- La rencontre des deux principaux personnages a lieu au Coppelia, le célèbre glacier commandé par Fidel Castro en 1966, dans le quartier de Vedado (es).

## Distinctions

### Récompenses
- Festival International du cinéma de La Havane 1993 : 
  - Prix ARCI-NOVA aux réalisateurs Tomás Gutiérrez Alea et Juan Carlos Tabío,
  - Prix de l’audience aux réalisateurs Tomás Gutiérrez Alea et Juan Carlos Tabío,
  - Prix du meilleur acteur à Jorge Perugorría,
  - Prix de la meilleure actrice à Mirta Ibarra,
  - Prix du meilleur réalisateur à Tomás Gutiérrez Alea et Juan Carlos Tabío,
  - Prix soutien de la meilleure actrice à Mirta Ibarra,
  - Prix FIPRESCI à Tomás Gutiérrez Alea et Juan Carlos Tabío,
  - Premier prix Grand Corail à Tomás Gutiérrez Alea et Juan Carlos Tabío,
  - Prix OCIC à Tomás Gutiérrez Alea et Juan Carlos Tabío.
- Festival international du film de Berlin 1994 :
  - Ours d'argent, prix spécial du jury,
  - Teddy Award du meilleur film de long métrage.
- Festival de Gramado 1994 : 
  - Prix de l’audience,
  - Kikito d’or du meilleur acteur à Vladimir Cruz,
  - Kikito d’or du meilleur acteur à Jorge Perugorría,
  - Kikito d’or du meilleur film latin aux réalisateurs Tomás Gutiérrez Alea et Juan Carlos Tabío,
  - Kikito d’or du soutien de la meilleure actrice à Mirta Ibarra,
  - Kikito du prix de la critique aux réalisateurs Tomás Gutiérrez Alea et Juan Carlos Tabío.
- Académie des Arts et des Sciences Cinématographiques d'Espagne 1995 : prix Goya du meilleur film étranger en langue espagnole.
- Festival du film de Sundance 1995 : prix spécial du jury.

### Nominations et sélections
- Festival international du film de Berlin 1994 : sélection officielle en compétition pour l’Ours d'or.
- Oscars du cinéma 1995 : nommé pour l'Oscar du meilleur film en langue étrangère.

### Sélections
- Festival international du film de Berlin 1994 : sélectionné en compétition